# Готман, Пётр Данилович
Пётр Дани́лович Го́тман (1796—1882) — российский инженер-генерал, автор проектов зданий и сооружений.

## Биография
Был родом из английской семьи, приходился младшим братом Андрею Даниловичу Готману. В 1816 году окончил Институт корпуса инженеров путей сообщения.
В 1819 году прибыл в Нижний Новгород, став ближайшим помощником автора проекта комплекса зданий Нижегородской ярмарки Августина Бетанкура. Готман налаживал деятельность кирпичных заводов в Гордеевке, где благодаря его усилиям, количество мастеров возросло до 200, а объёмы производства увеличились до 3 миллионов кирпичей в год. В 1824 году, после смерти Бетанкура, Готман возглавил Ярмарочный комитет.
После завершения строительных работ на ярмарке, в 1834 году, совместно с губернским академиком архитектуры Иваном Ефимовым, разработал программу градостроительного переустройства Нижнего Новгорода. В 1836 году проект программы был рассмотрен и принят в Санкт-Петербурге, после чего был создан Комитет для устройства губернского города Нижнего Новгорода, главой которого стал Пётр Готман. Для выполнения программы были привлечены архитекторы И. Е. Ефимов, Г. И. Кизветтер, А. Л. Леер и другие.
В 1844 году Готман в звании инженер-генерала уехал в Киев, где был назначен  начальником строительной комиссии.  Пётр Готман умер в 1882 году.

## Проекты
Готман активно участвовал в проектировании нижегородских зданий. Среди них наиболее значительными являются красные казармы, комплекс кремлёвского военно-губернаторского дома-дворца, дом купца И. Шувалова. Помимо этого Готман проектировал дамбы, мосты, съезды и набережные Нижнего Новгорода.

## Память
Ранее имя Петра Готмана носила одна из улиц в центре Нижнего Новгорода, позднее переименованная в улицу Костина.